# Lithophaga plumula
Lithophaga plumula är en musselart som först beskrevs av Sylvanus Charles Thorp Hanley 1844.  Lithophaga plumula ingår i släktet Lithophaga och familjen blåmusslor. Utöver nominatformen finns också underarten L. p. plumula.